# Integrale di Grassman
In fisica matematica, un integrale di Grassman (o un integrale di Berezin) è un modo per definire l'integrazione per funzioni di variabili di Grassmann. Esso non è un integrale nel senso di Lebesgue: si chiama integrazione, perché ha proprietà analoghe e dato che è usato in fisica come una somma "sul cammino" di fermioni, come un'estensione dell'integrazione sul cammino.  La tecnica è stata inventata dal fisico David John Candlin nel 1956, ma a volte prende il nome dal matematico russo Felix Berezin, che l'ha incluso in un trattato nel suo libro di testo. 

## Definizione
L'integrale di Berezin è definito come un funzionale lineare, ovvero:
{\displaystyle \int [af(\theta )+bg(\theta )]\,d\theta =a\int f(\theta )\,d\theta +b\int g(\theta )\,d\theta }
dove noi definiamo:
{\displaystyle \int \theta \,d\theta =1} ;
{\displaystyle \int \,d\theta =0} ;
così che:
{\displaystyle \int {\frac {\partial }{\partial \theta }}f(\theta )\,d\theta =0.}
Queste proprietà definiscono l'integrale in modo univoco. 
{\displaystyle \int (a\theta +b)\,d\theta =a.}
Questa è la funzione più generale, perché ogni funzione omogenea di una variabile Grassmann è costante o è lineare. 

## Numero di Grassmann
In Fisica matematica, un numero di Grassmann (chiamato numero anticommutante) è una quantità {\displaystyle \theta _{i}} che anticommuta con gli altri numeri di Grassmann , ma commuta con i numeri ordinari {\displaystyle x_{j}},
{\displaystyle \theta _{i}\theta _{j}=-\theta _{j}\theta _{i}\qquad \theta _{i}x_{j}=x_{j}\theta _{i}.}
In particolare, il quadrato di un numero di Grassmann è nullo:
{\displaystyle \theta _{i}\theta _{i}=0.}
L'algebra generata da un insieme di numeri di Grassmann è nota come algebra di Grassmann (o algebra esterna). L'algebra di Grassmann generata da n numeri di Grassmann linearmente indipendenti ha dimensione 2n. Questi enti prendono il nome da Hermann Grassmann.
Ad esempio se n=3, abbiamo gli elementi linearmente indipendenti:
{\displaystyle \theta _{1},\theta _{2},\theta _{3}}
{\displaystyle \theta _{1}\theta _{2},\theta _{2}\theta _{3},\theta _{3}\theta _{1}}
{\displaystyle \theta _{1}\theta _{2}\theta _{3}}
che insieme all'unità 1, formano uno spazio 23=8-dimensionale.
L'algebra di Grassman è l'esempio prototipo di algebre supercommutative. Queste sono algebre con una decomposizione in variabili pari e dispari che soddisfa una versione gradata della commutatività (in particolare, elementi dispari anticommutano).

## Rappresentazione matriciale
I numeri di Grassmann possono sempre venire rappresentati da matrici. Consideriamo, ad esempio, l'algebra di Grassmann generata da due numeri di Grassmann {\displaystyle \theta _{1}} e {\displaystyle \theta _{2}}. Questi numeri possono essere rappresentati da matrici 4×4 :
{\displaystyle \theta _{1}={\begin{bmatrix}0&0&0&0\\1&0&0&0\\0&0&0&0\\0&0&1&0\\\end{bmatrix}}\qquad \theta _{2}={\begin{bmatrix}0&0&0&0\\0&0&0&0\\1&0&0&0\\0&-1&0&0\\\end{bmatrix}}\qquad \theta _{1}\theta _{2}=-\theta _{2}\theta _{1}={\begin{bmatrix}0&0&0&0\\0&0&0&0\\0&0&0&0\\1&0&0&0\\\end{bmatrix}}}
In generale, una algebra di Grassmann con n generatori può venire rappresentata da 2n × 2n matrici quadrate. Fisicamente queste matrici possono venir pensate come operatori di creazione agenti su uno spazio di Hilbert di n fermioni nella base del numero di occupazione. Dal momento che il numero di occupazione per ciascun fermione è o 0 o 1, ci sono 2n stati possibili. Matematicamente, queste matrici possono essere interpretate come operatori lineari corrispondenti alla moltiplicazione sinistra dell'algebra esterna sull'algebra di Grassmann stessa.

## Applicazioni
I numeri di Grassman sono anche importanti nella definizione di supervarietà (o superspazio), dove vengono utilizzate come "coordinate anticommutanti", oltre a definire gli integrali sulle variabili di Grassman, noti come integrali di Berezin.